# Antonin Gadal
Antonin Gadal, né le 15 mars 1877 à Tarascon-sur-Ariège et mort le 15 juin 1962 à Ornolac-Ussat-les-Bains est un érudit local qui se consacra à l'étude des Cathares dans l'Ariège. Il a fait l'objet d'une récupération par les nazis et les rosicruciens.

## Biographie
Peu d'éléments biographiques ressortissent sur la vie de cet homme présenté à la fin de sa vie comme un prétendu patriarche gardien du trésor spirituel des Cathares.
La seule chose certaine est qu'il a participé à la Première Guerre mondiale dont il fut médaillé. Il eut une carrière d'instituteur sur lequel il n'existe pas de témoignage. En revanche, il devient président du syndicat d'initiative d'Ussat-les-Bains et entreprit d'ouvrir au tourisme les grottes préhistoriques des alentours dans des conditions souvent cocasses.
La terre natale d'Antonin Gadal, l'Ariège, est une région au sud de la France qui fut le centre du catharisme, mouvement gnostique chrétien qui s'est manifesté du XIe au XIIIe siècle. La citadelle de Montségur fut un des derniers bastions de la résistance cathare aux troupes de l'Inquisition.
À proximité de chez lui vivait l'historien Adolphe Garrigou (1802-1897), que l'on surnommait souvent dans la région « Le patriarche du Sabarthez ». Adolphe Garrigou, tout comme Napoléon Peyrat, était convaincu que l'histoire des Cathares avait été falsifiée, et ses travaux visaient à restaurer la vérité sur la foi chrétienne et le martyre des Cathares.

### Premières tentatives de récupération du mythe du Graal par Himmler
De nombreux occultistes furent attirés par sa démarche. Ce fut notamment le cas de l'écrivain et étudiant allemand en romanistique Otto Rahn qui devait rejoindre l'état major de Himmler dans la SS, après la publication de son livre La Croisade contre le Graal.
Otto Rahn avait pris à bail une pension à Ussat les Bains (cf Christian Bernadac), qui fit faillite et Rahn prit la fuite, étant sous la condamnation de délit de banqueroute. Rahn avait fait l'objet d'une surveillance par la sûreté nationale et avait fait l'objet d'un arrêté d'expulsion.
En fait beaucoup de spécialistes régionalistes de la région, comme Mandement et autres auteurs cités par Christian Bernadac dans son livre, soupçonnait Rahn d'être à la fois un falsificateur et un agent d'influence allemand, qui avait déjà été dans la sphère d'influence de Rosenberg, chargé des questions idéologiques pour le parti nazi.

### Enrôlement d'Antonin Gadal par le mouvement rosicrucianiste
En 1954, alors qu'il était âgé de 77 ans, il fut contacté par deux rosicruciens hollandais appartenant à la Rose-Croix d'Or de Hollande Jan van Rijckenborgh et Catharose de Petri.
Il vit en eux des continuateurs de l'œuvre gnostique et estima pouvoir leur transmettre son héritage spirituel qu'il assimilait à celui du Saint-Graal.
Antonin Gadal voyait en Catharose de Petri, la réincarnation d'Esclarmonde de Foix. Dès lors, il la considéra comme la représentante du courant cathare. Lui-même se considérait comme le représentant du courant du Graal. Quant à Jan van Rijckenborgh, il estima qu'il représentait la fraternité des Rose-Croix. Ces trois personnes estimèrent que leur rencontre initiait la réunification des trois courants spirituels en question. Antonin Gadal était persuadé, tout comme Otto Rahn et d'autres chercheurs de l'époque que le Graal avait été détenu par les Cathares. Il se considérait comme le serviteur et le gardien du Graal, en lequel il voyait l'héritage spirituel ayant survécu à la chute de Montségur du 16 mars 1244 et à l'éradication de la spiritualité cathare qui s'ensuivit.

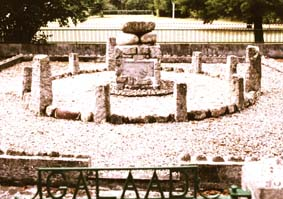
Monument Galaad à Ussat-les-Bains

Un monument à Ussat, dans l'Ariège, nommé Galaad symbolise cette réunification. Sur l'une des faces, une inscription fut gravée : Graal, Cathares et Croix aux Roses - La Triple Alliance de la Lumière. Plus prosaïquement, Antonin Gadal devint le premier président du Lectorium Rosicrucianum en France.
Tous les cinq ans, en souvenir de ce moment et de ce qu'ils appellent la « Fraternité Précédente », des rosicruciens de la Rose-Croix d'Or se réunissent à Ussat tout en visitant les sites cathares, les grottes, ou le château de Montségur.

## Publications
- L'Ariège et les Sotiates, Foix, Imprimerie Gadrat aîné, 1939, 31 p.
- "Le Graal pyrénéen", in Bernard Luc, Henri Sabarthez, Francis Rolt-Wheeler, Antonin Gadal, Y. Belaz, Marcel Cannac, René Nelli, A. M. Octobon, Alex Emmanuel, Olive Harcourt, Philippe Deleuil, Thomas N. Wild, Le Graal pyrénéen, Nice, éditions Astrosophie, 1938, 145 p., p. 35-46.